# Armoiries de la Lituanie
Le Vytis est un chevalier de l'histoire lituanienne et un symbole historique du grand-duché de Lituanie.
Lors de l'indépendance de la Lituanie en 1992, il fut décidé de prendre comme blason un Vytis d'argent sur fond rouge. Le chevalier tient dans sa main droite une épée d'argent  et sur l'épaule gauche un bouclier d'azur décoré d'une double croix d'or.
Le Vytis est représenté entre autres sur l'ancienne monnaie lituanienne, le litas, et sur la face nationale des euros lituaniens.
Le président et le Seimas (parlement) utilisent des variations de ces armoiries.

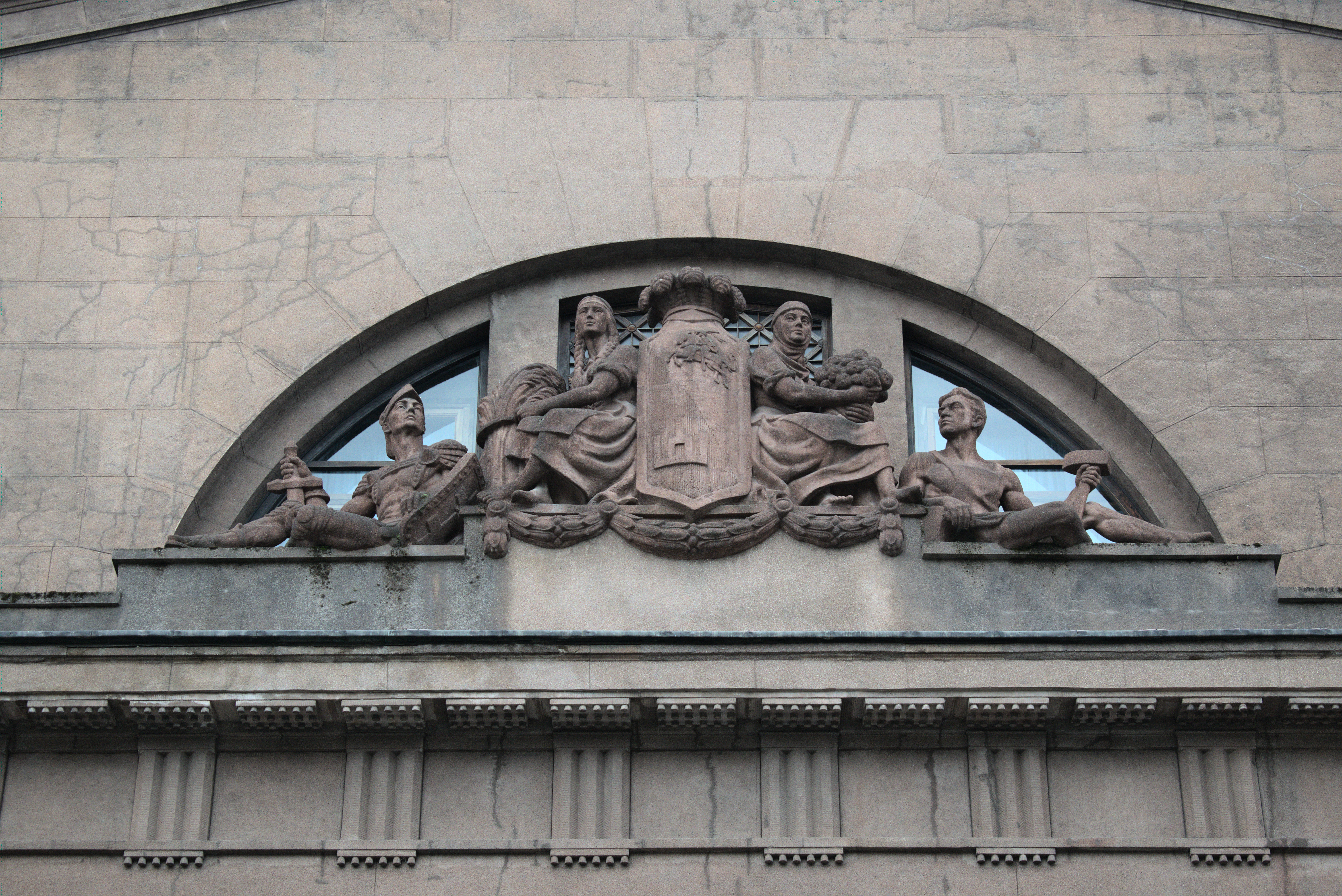
Symboles de l'État lituanien - Les colonnes de Gediminas (Gediminaičių stulpai) et Vytis sur le fronton de la Banque de Lituanie, Kaunas, 1927

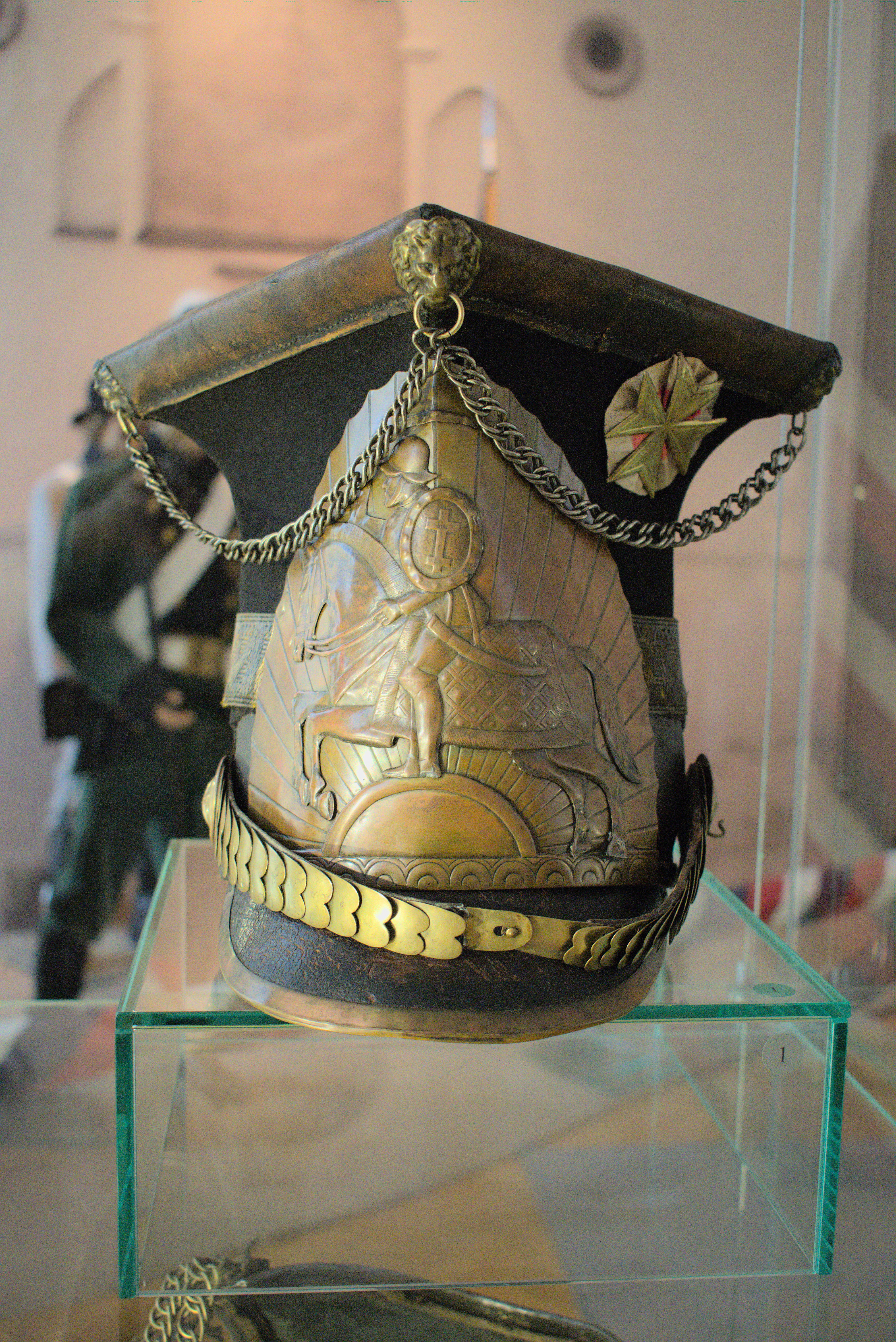
Chapeau de soldat aux armoiries de la Lituanie - Vytis du 17e régiment de uhlans lituaniens (Grande Armée)

## Versions et usages
|  | L'écu tout seul est les armoiries officielles de la Lituanie. Cette version apparait sur les ambassades du pays, et sur les passeports et autres documents gouvernementaux du pays. |
|  | Le Président de la République de Lituanie possède une version des armoiries qui sont composées de l'écu avec deux supports : un griffon d'argent becqué et membré d'or, langué de gueules ; et une licorne d'argent armée et lampassée d'or, languée de gueules. Elles apparent sur l'étendard rouge foncé du Président.                                                   |
|  | Le Parlement de la Lituanie (Seimas en lituanien) utilise une autre version des armoiries. Elles sont composées de l'écu et les supports avec le chapeau ducal sur l'écu, et une devise Vienybė težydi, qui signifie « Laissez l'unité fleurir » en lituanien. Au-dessus de la devise se trouvent les colonnes dorées de Gediminas, un autre symbole national en Lituanie. |